# Daniel Koslow
Daniel Koslow (* 6. Januar 1982 in Landshut) ist ein ehemaliger deutscher Eishockeyspieler, der in seiner aktiven Zeit von 1998 bis 2006 unter anderem eine Spielzeit lang für die München Barons in der Deutschen Eishockey Liga aktiv war.

## Karriere
Koslow begann seine Karriere 1998 beim im Nachwuchs des EV Landshut, wo er für die Juniorenmannschaft in der Junioren-Bundesliga spielte. Im Sommer 1999 wechselte er zu den Jungadler Mannheim und während der Saison 2000/01 zu den München Barons in die Deutsche Eishockey Liga. Bei den Barons absolvierte der Rechtsschütze seine ersten 25 DEL-Spiele, in denen er allerdings keinen Scorerpunkt erzielte. Zum Ende der Saison erreichte er mit den Münchnern das Play-off-Finale um die deutsche Meisterschaft, wo er mit seinem Team gegen die Adler Mannheim verlor.
Anschließend ging er in derselben Spielzeit in acht Partien für den EV Landshut aufs Eis, ehe er zur Saison 2001/02 zum SC Bietigheim-Bissingen in die 2. Bundesliga wechselte. Dort blieb Koslow zwei Jahre und kam in dieser Zeit auf 91 Ligapartien und 18 Punkte. Nach weiteren Karrierestationen bei den Landshut Cannibals, den Straubing Tigers und dem 1. EV Weiden, beendete Koslow seine aktive Eishockeykarriere.

### International
Für Deutschland nahm Koslow an den U18-Junioren-Weltmeisterschaften 1999 und 2000 teil.

## Erfolge und Auszeichnungen
- 2001 Deutscher Vizemeister mit den München Barons

## Karrierestatistik
| 1999/00         | Jungadler Mannheim      | OL              | 57  | 7  | 29 | 36 | 10 |    |   |   |   |   |
| 2000/01         | Jungadler Mannheim      | RL              | 12  | 0  | 6  | 6  | 4  |    |   |   |   |   |
| 2000/01         | München Barons          | DEL             | 25  | 0  | 0  | 0  | 2  |    |   |   |   |   |
| 2000/01         | EV Landshut             | OL              | 8   | 2  | 4  | 6  | 2  |    |   |   |   |   |
| 2001/02         | SC Bietigheim-Bissingen | 2. BL           | 42  | 5  | 10 | 15 | 10 | 4  | 0 | 0 | 0 | 0 |
| 2002/03         | SC Bietigheim-Bissingen | 2. BL           | 38  | 0  | 3  | 3  | 0  | 7  | 0 | 0 | 0 | 2 |
| 2003/04         | Landshut Cannibals      | 2. BL           | 41  | 2  | 9  | 11 | 6  | 13 | 0 | 2 | 2 | 4 |
| 2004/05         | Straubing Tigers        | 2. BL           | 32  | 1  | 6  | 7  | 6  | 13 | 0 | 0 | 0 | 0 |
| 2005/06         | 1. EV Weiden            | OL              |     |    |    |    |    |    |   |   |   |   |
| Karriere gesamt | Karriere gesamt         | Karriere gesamt | 271 | 17 | 69 | 86 | 44 | 33 | 0 | 2 | 2 | 6 |

(Legende zur Spielerstatistik: Sp oder GP = absolvierte Spiele; T oder G = erzielte Tore; V oder A = erzielte Assists; Pkt oder Pts = erzielte Scorerpunkte; SM oder PIM = erhaltene Strafminuten; +/− = Plus/Minus-Bilanz; PP = erzielte Überzahltore; SH = erzielte Unterzahltore; GW = erzielte Siegtore; 1 Play-downs/Relegation; Kursiv: Statistik nicht vollständig)